# Frances Villiers
Frances Villiers (London St James kerülete, 1753. február 25. – 1821. július 23.) Jersey grófnője, Dr. Philip Twysden tiszteletes és második felesége, Frances Carter második leánya. Édesapja még Frances születése előtt, 1752. november 2-án elhunyt, 38 éves korában, állítólag egy postakocsi kirablása közben lőtték le őt a banditák, Londonban. Özvegye, aki szintén Frances, újból férjhez ment, ezúttal saját első unokatestvéréhez, James Johnston skót államtitkárhoz, akinek ő már a harmadik felesége volt.
Frances apai nagyszülei: Sir William Twysden (felesége révén Roydon Hall, East Peckham és Kent 5. bárója) és Jane Twisden (William egyik közeli unokatestvére)
A Twysden család egészen az 1400-as évekig vissza tudja vezetni családfáját, első ismert ősükig, Roger Twysden-ig.
Frances anyai nagyszülei: Castlemartin-i Thomas Carter ír államtitkár és Mary Claxton
Frances 1770 tavaszán, körülbelül egy hónappal 17. születésnapja után hozzáment az akkor 34 esztendős George Bussy Villiers-hez, Jersey 4. grófjához.
A párnak összesen tíz gyermeke született házasságuk 35 éve során:
- Charlotte Anne (1771–1808), ő 1789. július 11-én nőül ment a nála négy évvel idősebb Lord William Russell-hez, a brit parlament egyik befolyásos képviselőjéhez, akinek hét gyermeket szült házasságuk 19 éve alatt.
- Anne Barbara Frances (1772–1832), ő 1791-ben hozzáment a nála 8 évvel idősebb William Henry Lambton-hoz, aki ugyancsak a brit parlament politikusa volt. Házasságukból több gyermek is született, köztük John Lambton, aki később Durham 1. grófja lett. 1797. november 30-án a férj elhunyt, Anne pedig újból férjhez ment, ezúttal ifjabb Charles Wyndham-hez, Egremont 2. grófjának fiához.
- George Child (1773. augusztus 19 - 1859. október 3.), később Jersey 5. grófja, ő 1804. május 23-án a 19 éves Sarah Sophia Fane grófnőt vette el feleségül, aki hét gyermekkel (György, Ágost János, Frigyes Vilmos, Ferenc János Róbert, Sára Friderika Karolina, Klementina Auguszta és Adél Korizánde Mária) ajándékozta meg férjét házasságuk 55 éve során
- Caroline Elizabeth (1774. december 16 – 1835. június 16.), ő a nála 6 évvel idősebb Henry Paget (Anglesey 1. márkija) felesége lett 1795. július 5-én, akinek nyolc örököst (Karolina, Henrik, Johanna, Georgina, Auguszta, Vilmos, Ágnes és Artúr) szült házasságuk 14 éve alatt, ám frigyük 1809-ben válással végződött. Caroline újból férjhez ment, ezúttal a 42 esztendős George Campbell (Argyll 6. hercege) lett a hitvese 1810. november 29-én, gyermekük azonban nem született. Henry Paget is újraházasodott, másodjára a 29 éves, négy gyermekes, elvált asszony (Lord Henry Wellesley volt felesége), Charlotte Cadogan grófnő lett a hitvese, aki még további 10 gyermeket (Emily, Clarence, Mary, Alfred, George, Adelaide, Albert, Eleanor és Albert) szült a férfinak házasságuk 42 éve alatt.
- Georgiana, ő fiatalon elhunyt
- Sarah, ő 1779-ben született, és 1799-ben hozzáment Charles Nathaniel Bayley-hez
- William Augustus Henry (1780–1813), ő sosem nősült meg, és Amerikában halt meg, miután felvette a Mansel vezetéknevet 1802-ben, Louisa Barbara Mansel (George Venables-Vernonnak, Vernon 2. bárójának felesége) végakarata szerint, aki gyermektelenül hunyt el, még 1776 januárjában.
- Elizabeth, ő 1810-ben, hajadonként halt meg
- Frances (1786–1866)
- Harriet (1788–1870), ő az akkor 23 esztendős Richard Bagot főtisztelendő úr hitvese lett 1806-ban, akinek tizenkét gyermeket (nyolc fiú és négy lány) szült házasságuk 48 éve alatt

Frances hitvesét még 1769-ben kinevezték III. György brit király lakosztálya első emberének, 1795-ben pedig George Villiers lett a wales-i herceg főlovászmestere.
A 40 éves, tízgyermekes édesanya 1793-ban viszonyt kezdett a későbbi IV. György brit királlyal. Frances-ről, akárcsak korának több brit arisztokratájáról (például Frederick Howard-ról, Carlisle 5. grófjáról is), romantikus legendák terjengtek magánéletével kapcsolatban. (Kortársai csak úgy jellemezték a grófnét, mint ,, egy vibráló társasági hölgy, s szédítő keveréke a bájnak, szépségnek, és a szarkazmusnak ".) Villiers grófné Györgyöt a feleségétől, Maria Anne Fitzherbert-től csábította el, akivel a férfi tulajdonképpen illegális házasságban élt, mivel az Anglikán Egyház akkori törvényei szerint a herceg nem vehette volna el a kétszeresen özvegy hölgyet. 1772-ben lépett érvénybe a ,, Királyi Házasságok "-ról szóló törvény, mely kimondta, hogy leendő uralkodók, vagy a királyi család más tagjai sem köthetnek érvényes házasságot a Parlament jóváhagyása nélkül. Egy 1701-ben kiadott parlamenti határozat szerint a brit királyi ház sarjai nem köthetnek házasságot katolikus személlyel, s nem gyakorolhatják ezt a vallást, különben saját magukat zárják ki a trónöröklési sorból.
Márcsak azért sem volt törvényes a Maria Anne-el 1785. december 15-én, titokban megkötött frigy, mert az asszony közrendű volt, s addigra már kétszer is férjnél volt. Tanácsadói arra ösztönözték Györgyöt, hogy kössön végre törvényes házasságot. Javaslatuk az volt, hogy a trónörökös herceg vegye feleségül elsőfokú unokatestvérét, Brunszvik-i Karolina wolfenbüttel-i hercegnőt. Az esküvőre sor is került, 1795. április 8-án, s Frances már jó előre megjósolta, milyen nehéz élete lesz Karolinának férje oldalán. Ennek ellenére a hercegi párnak 1796. január 7-én leánya született, akit Sarolta Augusztának neveztek el. Mivel a házasság boldogtalan volt, a kislány születése után már külön éltek a házastársak, György pedig továbbra is nyíltan szerelmi viszonyt ápolt Maria-val és Frances-szel is. 1817. november 6-án, 21 éves korában, első gyermeke születése közben elhunyt Sarolta hercegnő, a csecsemővel együtt. Ha az asszony életben marad, 1830-ban nem az apai nagybátyja, IV. Vilmos, hanem ő lépett volna Nagy-Britannia trónjára, ha pedig gyermeke életben marad és felnő, nem Viktória kent-i hercegnő, hanem Sarolta fia vagy leánya lett volna az ország uralkodója 1837-től.
György 1820. január 29-én, IV. György néven trónra lépett, s azonnal kezdeményezte a válást, amit viszont a Parlament nem engedélyezett. Lady Jersey Sarolta királyné (IV. György édesanyja) kedvenc bizalmasai közé tartozott, ám férje, III. György király kifejezetten utálta az asszonyt, mivel szerinte akárcsak fia többi ágyasa, úgy ő is igen rossz hatással volt a wales-i hercegre. 1803 körül megingott a trónörökös Frances iránti vitathatatlan rajongása, egy másik hölgy színre lépése okán. Ezt a hölgyet Lady Hertford-nak (Isabella Ingram-Seymour-Conway márkiné) hívták, s addigra már férjes asszony volt (1776 óta), és egy 26 esztendős fiú (Francis Charles) édesanyja is. Hitvese Francis Ingram-Seymour-Conway volt, Hertford 2. márkija.
A wales-i herceg végül szakított Jersey grófnéval, új kegyencnője, Isabella Ingram kedvéért. Az Archaeologia Cantiana (egyéves összegzés a fontosabb főúri összejövetelekről) szerint: ,, A néhai püspök leánya, Frances, azaz Lady Jersey, IV. György kegyencnőjének otthona rangos társasági összejövetelek, sőt, inkább bűnös szerencsejátékok színhelyévé vált, mely tény bizony még a hölgy unokatestvéreinek a hírnevét sem kímélte. " Frances menye, Sarah (George nevű fiának a felesége), egy másik híressé vált Lady Jersey arról lett közismert, hogy anyósához hasonlóan a régenskor idején és még IV. György brit király uralkodása alatt is befolyásos, arisztokrata társasági hölgy volt.
Igen érzékenyen érintette férje 1805. augusztus 22-én bekövetkezett halála is, mivel nem sokkal korábban a wales-i herceg elhagyta Frances-t. George Villiers 70 éves volt, és mind 1802-ben, mind pedig 1805-ben már csak egy hajszál választotta el az idős férfit a bebörtönzéstől, aki ez okból sajnos nem nagy vagyont hagyott özvegyére. Szerencsére fia évi 3500 fontot juttatott az asszonynak, hogy az továbbra is fenntarthassa a rangjához illő életkörülményeit. A férfi sokszor kifizette anyja felhalmozott adósságait, ám Frances ennek ellenére sem bánt körültekintően a pénzzel.
Az özvegy grófné 1821. július 25-én, 68 esztendős korában halt meg, Cheltenham-ben. Middleton Stoney-ban helyezték őt végső nyugalomra, a Villiers család közös kriptájában.